# Bates (Arkansas)
Bates es un área no incorporada ubicada en el condado de Scott en el estado estadounidense de Arkansas.

## Geografía
Bates se encuentra ubicada en las coordenadas 34°54′29″N 94°23′13″O / 34.90806, -94.38694.